# カークウォール

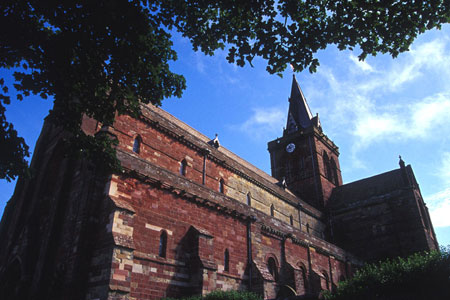
聖マグヌス大聖堂、カークウォール

カークウォール （英語：Kirkwall）は、イギリス・スコットランドオークニー諸島の州都。オークニー諸島中最大の町である。

## 概要
メインランド島の北岸にあるカークウォールは、フェリーが本土のアバディーンとラーウィックとの間を行き来している。現在のスコットランドの標準から言えば、人口約8,500人の小さな町である。町の中心部には聖マグヌス大聖堂がそびえ、その尖塔はどの方角からもよく見える。大聖堂は、聖オークニー伯マグヌスを記念して、ログンヴァルド伯により建てられた。大聖堂は、昔の司教館と伯爵邸の廃墟も含んでいる。タンカーネス・ハウス博物館は、スコットランドでも保存状態の良い16世紀の町屋を展示している。先史時代のピクト人と、ヴァイキング関連の収集は国際的に重要視されている。
名前の由来
カークウォールという名前は、ノース人の言葉Kirkjuvagr (教会の湾)に由来する。

## 歴史
- 1046年、『オークニーのサガ』が最初に考案された町である。暗殺されたオークニー伯ログンヴァルド2世によって、町の前身となる居住地がつくられた。
- 1486年、スコットランド王ジェームズ3世によってカークウォールはスコットランド王国の領土、ロイヤル・バラ（Royal Burgh）となった。

## 観光
カークウォールは、古い町並みがよく保存されている。17世紀から18世紀にかけての家々と建築物が、オークニー特有のヴァーナキュラー様式で建っている。カークウォールの『カーク』は大聖堂の意味ではないが、11世紀にノルウェー王国によって聖オーラフ教会が建てられていた。この教会から中世の出入り口が生き残ったのである。聖オーラフ教会は19世紀に改築され、内部に11世紀の部分を保存している。カークウォールには、かつて中世の城もあったが、17世紀に破壊された。
町の西部には先史時代の遺跡がある。